# 拉貢瓦利亞
拉貢瓦利亞是哥倫比亞的城鎮，位於該國東北部，由北桑坦德省負責管轄，距離首府庫庫塔72公里，始建於1877年9月30日，面積100平方公里，海拔高度1,615米，2005年人口6,757。

## 外部連結
- （西班牙文） Government of Norte de Santander - Ragonvalia
- （西班牙文） Ragonvalia official website

7°35′N 72°29′W / 7.583°N 72.483°W